# François Wynckelman

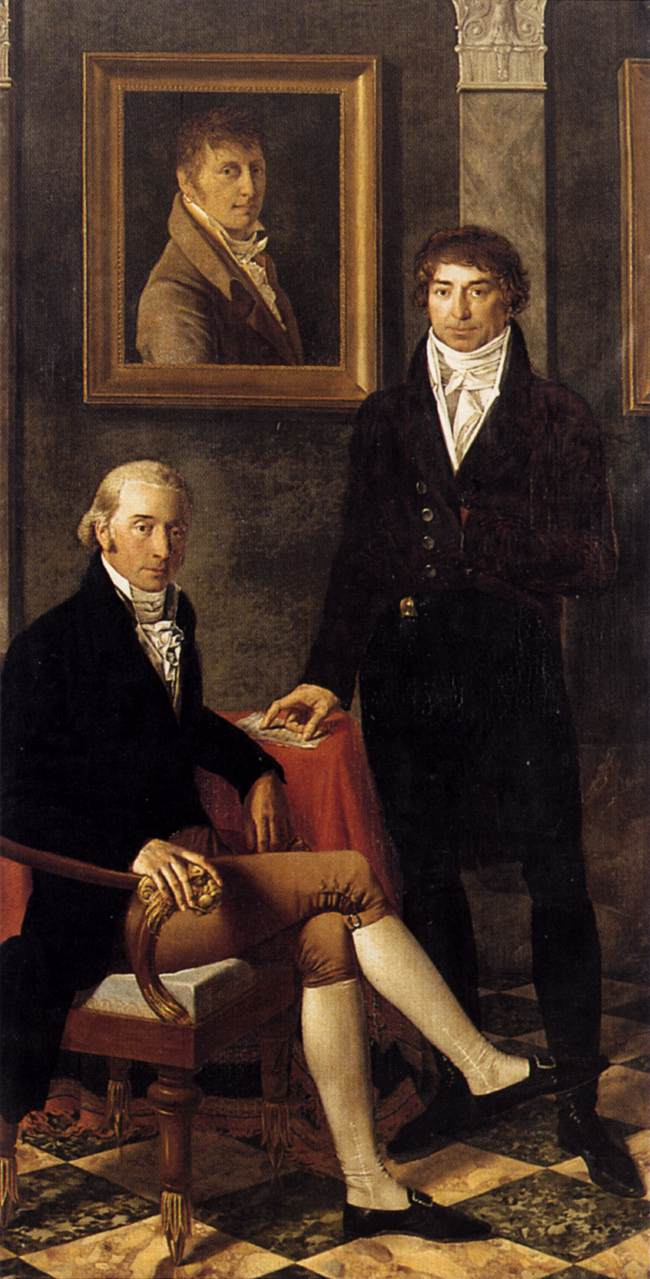
Schilderij door Joseph Odevaere: zijn eigen portret aan de muur, Wynckelman zittende en Van der Donckt staande.

François Wynckelman (Brugge 29 juni 1762 - 6 januari 1844) was een Brugse edelman en kunstschilder

## Levensloop
François-Jacques Wynckelman stamde uit een familie die op het einde van de vijftiende eeuw vanuit Doesburg (Nederland) naar Brugge was komen wonen.
In 1674 werd de oude adel van de familie door de landvoogd erkend in de persoon van Jacques Wynckelman, soeverein baljuw van de kasselrij Ieper.
François-Jacques was de zoon van François Wynckelman en Marie-Barbe van der Beke. Hij werd, na eerst in 1816 te hebben geweigerd vanwege de te zweren eed, in 1822 opgenomen in de nieuwe adel onder Willem I. Hij trouwde in 1791 met Marie-Françoise Damarin. Het huwelijk bleef kinderloos en de familie stierf uit bij zijn dood.
Hij kreeg tekenles van de schilder en architect Hubert de Cock, terwijl hij zijn middelbare studies volbracht bij de Augustijnen in Brugge. Hij ging ook nog les volgen aan de Brugse Kunstacademie en in 1780 vertrok hij naar Parijs om er in het atelier van de Bruggeling Joseph-Benoît Suvée (1743-1807) te werken.
Vanaf 1784 reisde hij in Italië, studeerde in Rome aan de 'Académie royale de France' en had grote belangstelling voor de Romeinse antiquiteiten.
In 1790 was hij weer in Brugge en in 1793 werd hij tot voorzitter van het bestuur van de Academie verkozen. Hij ijverde voor betere behuizing van de academie en onderhield vriendschapsbanden met de directeur J. A. Van der Donckt (1757-1813). In 1792-93 was hij schepen van de stad, in het laatste schepencollege van het ancien régime dat door de Oostenrijkers was aangesteld.
In 1818 vierde de Academie haar honderdjarig bestaan en werd tevens hulde gebracht aan de voorzitter naar aanleiding van zijn zilveren ambtsjubileum. Wynckelman was ongetwijfeld méér bestuurder en pedagoog dan zelf kunstschilder.